# Dhoraji
Dhoraji é uma cidade e um município no distrito de Rajkot, no estado indiano de Gujarat.

## Geografia
Dhoraji está localizada a 21° 44′ N, 70° 27′ L. Tem uma altitude média de 73 metros (239 pés).

## Demografia
Segundo o censo de 2001, Dhoraji tinha uma população de 80 807 habitantes. Os indivíduos do sexo masculino constituem 51% da população e os do sexo feminino 49%. Dhoraji tem uma taxa de literacia de 71%, superior à média nacional de 59,5%: a literacia no sexo masculino é de 78% e no sexo feminino é de 65%. Em Dhoraji, 11% da população está abaixo dos 6 anos de idade.